# Giacomo Filippo Biumi
Giacomo Filippo Biumi (* um 1580; † 24. November 1653 in Mailand) war ein italienischer Organist und Komponist in Mailand.

## Leben
Biumi war zunächst Organist an der Kirche Santa Maria della Passione in Mailand. 1612 erhielt er die Stelle in Sant’Ambrogio und 1623 an der zweiten Orgel des Mailänder Doms. Diese behielt er bis kurz vor seinem Tod. Zwischen 1630 und 1636 spielte er auch an der ersten Orgel, was zu Protesten von Michelangelo Grancino führte, der dafür eigentlich ernannt worden war.
Giacomo Filippo Biumi komponierte geistliche Vokal- und Instrumentalmusik sowie Orgelmusik.